# الرحبيين
الرحبيين أو القلعيين قبيلة عربية

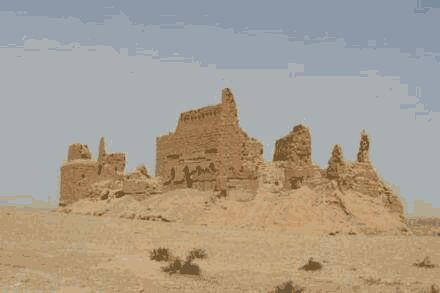
قلعة الرحبة

تعود بأصلها إلى قبيلة تغلب تنتشر في شرق سوريا وغرب العراق وخصوصاً في الميادين بالقرب من قلعة الرحبة بالإضافة مناطق نهر الخابور والعشارة والبوكمال
في سوريا والرمادي وهيت وتكريت في العراق مع وجود خفيف في الخليج العربي يقدر عددها بأكثر من 400.000 نسمة.

## أصل القبيلة وتاريخها
يرجع أصل الرحبيين إلى قبائل بنو ربيعة التي هاجرت من الجزيرة العربية بعد حرب البسوس إلى الجزيرة الفراتية التي سميت لاحقاً بديار ربيعة نسبة لها، والتي اشتهر منها سيد تغلب عمرو بن كلثوم وبعد وفاة عمر بن كلثوم، حيث كانت تغلب على النصرانية تزامناً مع الفتح الإسلامي لشمال الجزيرة العربية ثم توسع الراشديين والامويين الذي اجبروا تغلب على دفع الجزية حتى بدأت تغلب بالتحول للإسلام في بداية العصر العباسي رغبة في دخولهم في المناصب العليا في الدولة ليظهر الأمير مالك بن طوق في عهد خلافة هارون الرشيد الذي عينه اميراً على قلعة الرحبة والتي شيدها في أوائل القرن التاسع الميلادي ومنها يشتق اسم الرحبيين الذين هم سلالة امير الرحبة وكانوا أوائل من سكن الخابور والفرات

### التاريخ
بقيت الرحبة حاضرة المنطقة في نهاية حقبة العباسيون وبداية حقبة العثمانيون حتى حلت محلها مدينة دير الزور في سنة 1867 م.
و خلال تلك الفترة حدثت هجرات متعاقبة من الرحبة إلى منطقة العلوة بالقرب من القلعة التي أصبحت لاحقاً مدينة الميادين فأصبحت الميادين لاحقاً هي مركزهم وتوافدت إلى الميادين عوائل من الراويين والعانيين وذلك قبل مجيء الزبيديين الذين نزلوا بجوار الرحبيين ليشكلوا فيما بعد قبيلة العقيدات التي استوطنت في المنطقة كما هاجرت العشائر الرحبية إلى المناطق الأخرى كالعشارة والبصيرة والبوكمال كتجمعات كبيرة نسبيا فضلاً عن هجرات العوائل المتفرقة إلى دير الزور وتكريت والسفيرة والرمادي والرحالية.
وجد تلك العشائر هو الشيخ أحمد الرحبي، يذكر أن الشيخ أحمد هو ابن عمر بن ويس آغا الكبير بن صالح بن غانم الرحبي من ذرية مالك بن طوق التغلبي. وللشيخ أحمد الرحبي «أبو الآغوات» أربعة أبناء هم: خليل آغا، وويس آغا، وناصر آغا، وسنان آغا. ومنهم انبثقت العشائر الرحبية الحالية.

## العشائر والانتشار
تتألف قبيلة الرحبيين من خمسة عشائر رئيسية وهم أبناء احمد الرحبي من بقوا في جوار الرحبة ناهيك عن العشائر الفرعية وابرز عشائر الرحبيين:

### البوخليل
هي أكبر عشيرة يتجاوز عددها 100 الف نسمة ويشكلون اغلبية سكان مدينة الميادين مع وجود كبير في الخابور والعشارة ولهم فرع في شرقي بقرص ومنطقة البلعوم متمثل في البو مصطفى، يمثل البوخليل المشيخة العامة للقبيلة التي تمثلت ببيوت عريقة عبر مراحل تاريخية متعاقبة فكان آل الشيخ أبورسان هم بيت المشيخة وقد ورث المشيخة منهم بيت دخيل البورسان، ووقاع البورسان.
وبنفس الوقت كان لآل غبين بفرعيه الضويحي والمهيد ثقل فرض نفسه فانتقلت إليهم الزعامة مع نشوء الجمهورية السورية الأولى.

### الويسات
بعد البوخليل من ناحية الأهمية والكثرة يتركزون في العشارة وضواحيها وزعامتهم في بيت الويس والمختارية لآل الحجي من البوغانم، ويبرز منهم في مدينة الميادين آل سليمان الرحبي وفي دير الزور آل جعفر الرحبي. أما في العراق فلهم مشيخة صريحة متمثلة بالشيخ مخلف السعيد.

### البو ناصر
أيضاً في العشارة يرأسهم آل السليمان، وآل مشوح. وفي الميادين آل امرير. ولهم فرع في البوكمال رئاستهم عند آل حمد الناصر.

### السنانيين
ينتشرون على طول نهر الخابور من البصيرة حتى الشدادي وشيوخهم آل السلامة.
ويبقى الآن لآل الشيخ مهيد الغبين زعامة البوخليل خاصة وبقية الرحبيين عموماً لقدم بيوتهم في المشيخة وتعاقبها على ذلك على الرغم من ظهور الزعامات الأخرى والتي قد تنتقل من بيت إلى آخر حسب ظروفها.